# Ischnopteris xylinata
Ischnopteris xylinata är en fjärilsart som beskrevs av Achille Guenée 1858. Ischnopteris xylinata ingår i släktet Ischnopteris och familjen mätare. Inga underarter finns listade i Catalogue of Life.